# Alte Nazarethkirche

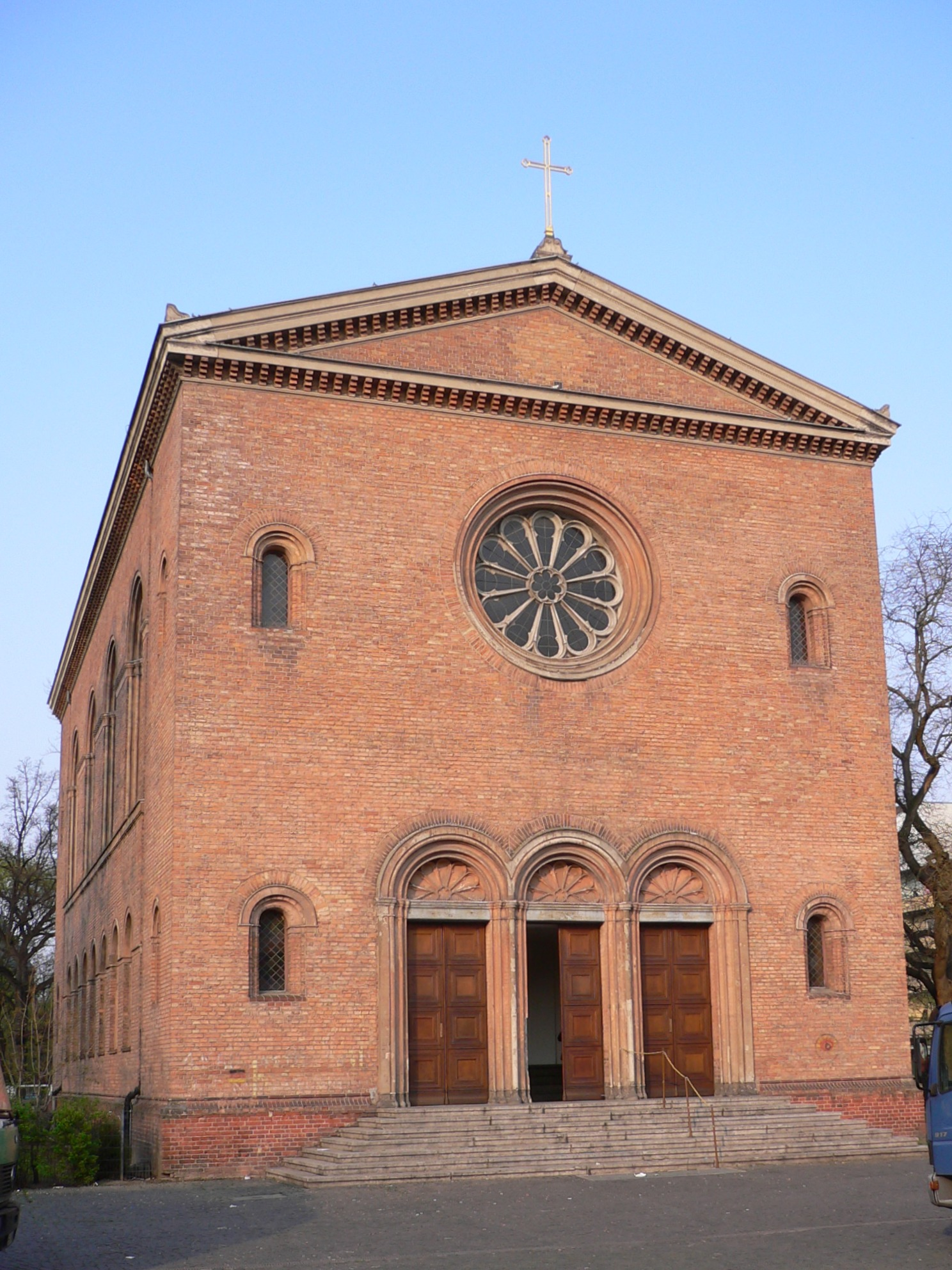
Alte Nazarethkirche auf dem Leopoldplatz in Berlin.

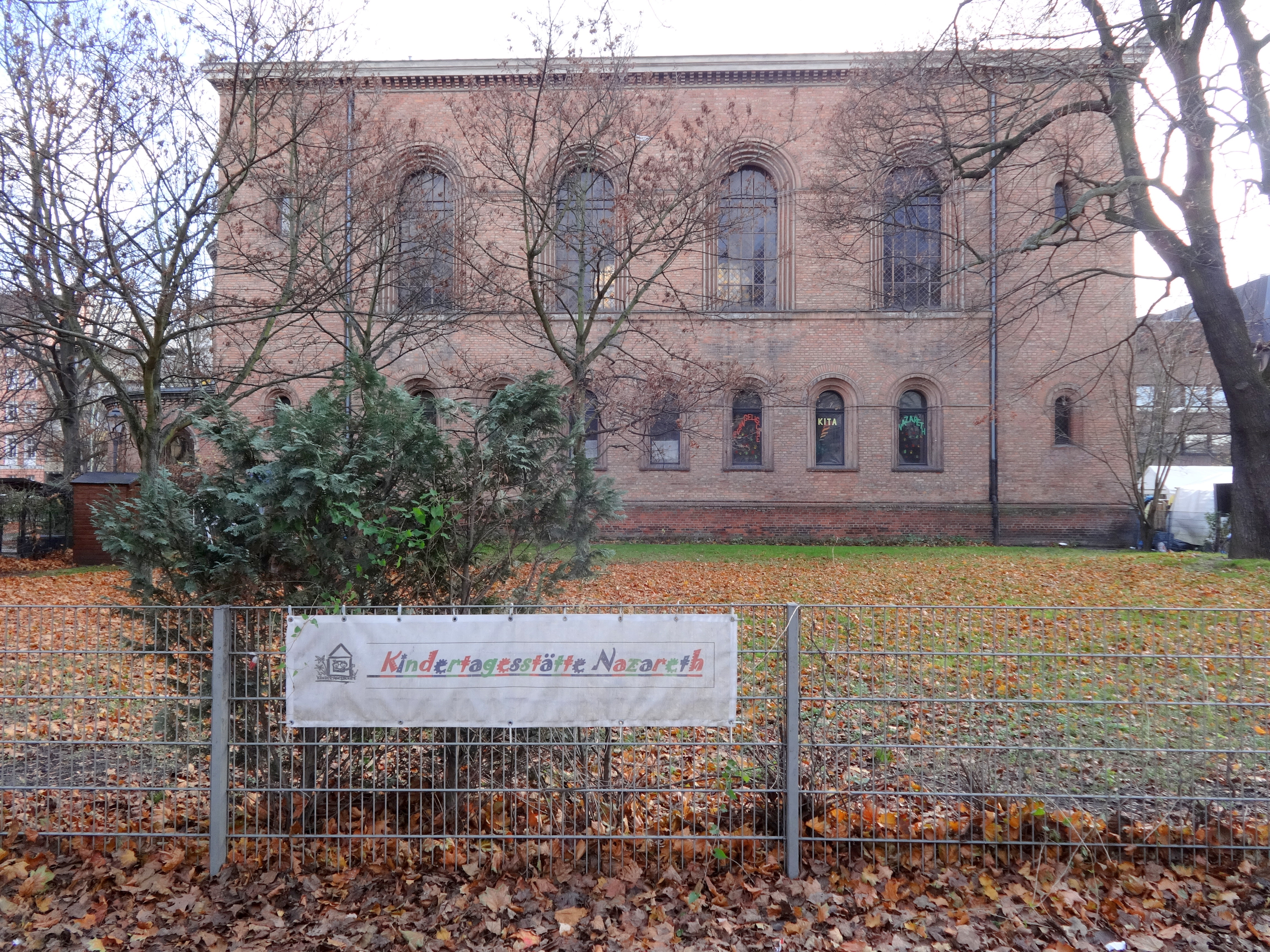
Blick von Norden

Die Alte Nazarethkirche ist eine von Karl Friedrich Schinkel entworfene Kirche im Ortsteil Wedding des Berliner Bezirks Mitte. Sie gehört zu den vier Schinkelschen Vorstadtkirchen, die alle einen ähnlichen Bauplan haben. Sie trägt ihren Namen nach Nazareth, dem Heimatort Jesu.

## Geschichte
Von 1832 bis 1835 wurde die Kirche am Leopoldplatz errichtet und am 5. Juli 1835 eingeweiht. Schinkel wählte einen Ziegelbau im für ihn typischen Rundbogenstil, der Motive oberitalienischer Romanik aufnimmt. Die Struktur der ursprünglichen Innenraumgliederung zeichnet sich bereits am Äußeren dieses kubisch-strengen Gebäudes ab. Die Fassade deutet auf eine Zweistöckigkeit, wobei die großen, oberen Rundbogenfenster die Lage der ehemaligen Emporen anzeigen. Die Eckräume weisen ganz kleine Fenster auf.
Durch Friedrich August Stüler sollte die Kirche später – ähnlich wie bei der fast baugleichen Johanniskirche in Moabit – um ein Pfarrhaus, einen Glockenturm und einen verbindenden Arkadengang ergänzt werden. Diese Planungen wurden hier jedoch nicht ausgeführt, sodass sich die Kirche im Äußeren fast unverändert erhalten hat. Nachdem sie für die Gemeinde zu klein geworden und die Neue Nazarethkirche erbaut worden war, fanden hier keine Gottesdienste mehr statt. Sie diente fortan vornehmlich für diakonische und katechetische Arbeit. 1906 wurde in Höhe der Emporen eine Zwischendecke in den hohen Innenraum eingezogen. In diesem Zusammenhang erhielt das Erdgeschoss zur besseren Belichtung weitere Rundbogenfenster, wodurch die unteren Fenster jetzt eine durchgehende Reihung aufweisen. Außerdem wurde ein Apsisumgang errichtet, um dort Nebenräume unterbringen zu können.
Zwischen 1972 und 1974 wurde eine Kindertagesstätte im Erdgeschoss eingebaut. Von 1977 bis 1980 wurde der Saal im Obergeschoss – Schinkelsaal genannt –restauriert, der auch wieder für Gottesdienste genutzt wird.

## Rezeption
Der Eingangsbereich mit den drei Türen im Rundbogenstil diente vermutlich als Vorbild für den Bau der Neptun-Schwimmhalle in Rostock.